# Ray Mancini vs. Bobby Chacon
La pelea de Ray Mancini contra Bobby Chacon o, alternativamente, Bobby Chacon contra Ray Mancini fue una pelea de boxeo que se llevó a cabo el 14 de enero de 1984 en Reno, Nevada. Fue por el título mundial de peso ligero de la AMB de Mancini. Mancini ganó la pelea, para retener su título, por nocaut técnico en el tercer asalto. Debido a su ubicación (Reno a menudo recibe el sobrenombre de "la ciudad pequeña más grande del mundo"), esta pelea recibió el apodo promocional de "la pelea pequeña más grande del mundo". En los Estados Unidos, la pelea fue televisada por HBO World Championship Boxing,[2] mientras que en Puerto Rico, fue transmitida en vivo por el canal 2.